# 1478 Vihuri
1478 Vihuri eller 1938 CF är en asteroid upptäckt 6 februari 1938 av den finske astronomen Yrjö Väisälä vid Storheikkilä observatorium. Asteroiden har fått sitt namn efter den finske skeppsredaren A. Vihuri.
Ockultation av en stjärna har observerats vid åtminstone ett tillfälle, den 11 mars 2008, när den ockulterade stjärnan TYC 5533-01019-1.[källa behövs].